# Rivière des Seize
Rivière des Seize är ett vattendrag i Kanada.   Det ligger i provinsen Québec, i den sydöstra delen av landet, 180 km norr om huvudstaden Ottawa. Rivière des Seize ligger vid sjöarna  Lac en Bas Lac Face och Lac Pile.
I omgivningarna runt Rivière des Seize växer i huvudsak blandskog. Trakten runt Rivière des Seize är nära nog obefolkad, med mindre än två invånare per kvadratkilometer.